# Тефтелі
Тефтелі або тюфтельки — страва у формі кульок з м'ясного чи рибного фаршу. До складу можуть входити цибуля, хлібний м'якуш, борошно, яйця, сир; різноманітні овочі та городина, гриби, чи крупи, — панірованої в сухарях й обсмаженої на жирі.
Тюфтельки можуть містити різноманітну начинку.